# Сидоти, Аннарита
Аннарита Сидоти (итал. Annarita Sidoti; 25 июля 1969, Джойоза-Мареа, Италия — 21 мая 2015, там же) — итальянская легкоатлетка, чемпионка мира (1997) в спортивной ходьбе на 10000 м.

## Спортивная карьера
Тренировалась у Сальватерино Колетты.
Являлась 10-кратной чемпионкой Италии по спортивной ходьбе:
- один раз на дистанции 5 км (1995),
- один раз на дистанции 10 км (1991),
- четырежды — на 20 км (1992, 1995, 2000, 2002)
- четырежды — на 3000 м в закрытом помещении (1991, 1994, 2001, 2002).

В составе национальной сборной участвовала в шести чемпионатах мира. Побеждала на мировом первенстве в Афинах (1997) и дважды на континентальных первенствах: в Сплите (1990) и в Будапеште (1998) на дистанции 10 км, серебряный призёр чемпионата Европы в Хельсинки (1994) в той же дисциплине. Выступая в закрытых помещениях, выиграла континентальное первенство в Париже (1994) и была бронзовым призёром в шотландском Глазго (1990) на дистанции 3 км.
Трижды принимала участие в летних Олимпийских играх: в Барселоне (1992), в Атланте (1996) и в Сиднее (2000) в соревнованиях по стороной ходьбе на 10 и 20 км.
Также побеждала на летней Универсиаде в Фукуоке на 10-километровке и на Кубке Европы в Ла-Корунье на той же дистанции.
По завершении спортивной карьеры стала советником по спорту в своем родном городе Джойоза-Мареа. В 1998 г. снялась в фильме «Соучастники» итальянского режиссёра Эмануэлы Пиовано.